# Parque de Amézola
El parque de Amézola (en euskera: parque de Ametzola) es un parque municipal ubicado en la villa de Bilbao, en el País Vasco (España), concretamente en el distrito de Recalde, barrio Amézola, en los terrenos que antiguamente albergaban las vías ferroviarias del sur de Bilbao.
El parque forma parte de un plan de regeneración urbana que ha transformado un área ocupada por instalaciones ferroviarias, en un barrio renovado de enorme atractivo y gran calidad ambiental. Se desarrolla a media ladera y se concibe como un espacio abierto, delimitado por una serie de paseos y plazas que articulan la transición entre parque y ciudad. Sobre la galería que cubre el trazado del tren se crea un paseo-mirador con dos amplias pérgolas sustentadas por grandes cilindros-linternas, que permiten iluminar y ventilar de forma natural la nueva estación.